# Navisporus sulcatus
Navisporus sulcatus är en svampart som först beskrevs av Lloyd, och fick sitt nu gällande namn av Leif Ryvarden 1983. Navisporus sulcatus ingår i släktet Navisporus och familjen Polyporaceae.   Inga underarter finns listade i Catalogue of Life.